# Hahnia musica
Hahnia musica là một loài nhện trong họ Hahniidae.
Loài này thuộc chi Hahnia. Hahnia musica được Paolo Marcello Brignoli miêu tả năm 1978.